# Ceramaster cuenoti
Ceramaster cuenoti är en sjöstjärneart som först beskrevs av Jean Baptiste François René Koehler 1909.  Ceramaster cuenoti ingår i släktet Ceramaster och familjen ledsjöstjärnor.
Artens utbredningsområde är Sri Lanka. Inga underarter finns listade i Catalogue of Life.